# Archibald Ross Colquhoun
Archibald Ross Colquhoun (Ciutat del Cap, març de 1848 − Londres, 18 de desembre de 1914) va ser el primer administrador de Rhodèsia del Sud, ocupant aquest càrrec de l'1 d'octubre de 1890 al 10 de setembre de 1892.

## Biografia
Archibald Ross Colquhoun nasqué el 1848 a Ciutat del Cap, fill d'Archibald Colquhoun. Es crià a Escòcia i després a. El 1871 treballava al departament d'Obres Públiques indi. Va ser secretari i el segon alt càrrec d'una missió governamental a Siam el 1879 i entre 1881 i 1882 va explorar una zona compresa entre Canton i Bhamo per a estudiar i esbrinar quina podia ser la millor ruta per a connectar la Xina amb Birmània mitjançant el ferrocarril.
Va ser corresponsal del London Times durant la guerra francoxinesa de 1883 a 1884. Més endavant Colquhoun va acompanyar les Forces Pioneres a l'Àfrica del Sud i esdevingué el primer administrador del Mashonaland després de la seva ocupació pels britànics el 1890
El 8 de març de 1900 es va casar a Staffordshire amb Ethel Maud Cookson, que cosignà després alguns llibres amb el seu marit.
Va ser membre de l'Institut d'Enginyers Civils i també de la Societat Reial de Geografia britànica.

## Obres
- Across Chrysê: being the narrative of a journey of exploration through the south China border lands from Canton to Mandalay (1883)
- Amongst the Shans (1885)
- The key of the Pacific: the Nicaragua canal (1895)
- Overland to China (1900)
- The renascence of South Africa (1900)
- Russia against India: the struggle for Asia (1901)
- The Africander land (1906)
- China in transformation (1912)
- The whirlpool of Europe, Austria-Hungary and the Habsburgs (1914)